# Ulana
Ulana. Powieść poleska – obyczajowa powieść romantyczna Józefa Ignacego Kraszewskiego z 1842 roku, zaliczana do grupy powieści ludowych. Uważana za jedną z najwybitniejszych i najciekawszych powieści polskiego romantyzmu, m.in. ze względu na oryginalne ujęcie motywu miłości panicza i kobiety z ludu. 
Pierwodruk u Glücksberga w Wilnie, datowany 1843, ukazał się faktycznie w grudniu 1842. Następne wydanie w 1855 publikowano u Bolesława M. Wolffa (Petersburg–Mohylew). Ostatnie wydanie autoryzowane pochodzi z 1874 r., opublikowane zarazem u Gubrynowicza i Schmidta we Lwowie i u M. Glücksberga w Warszawie. 

## Tło powstania
Zamiar napisania Ulany Kraszewski powziął w początkach 1841 r. na tle ogólnego literackiego pomysłu przedstawienia życia pańszczyźnianych chłopów polesko-wołyńskich. W lutym powiadamiał już o pracy nad tym utworem, któremu początkowo nadał tytuł Poleszanka. Z korespondencji z wydawcą wynika, że powieść pod zmienionym tytułem napisano latem 1842 r., a we wrześniu znalazła się w wileńskiej cenzurze. Za pierwsze wydanie pisarz nie otrzymał honorarium wskutek konieczności spłaty narosłego zadłużenia. 
O randze i popularności tego utworu w ówczesnej beletrystyce świadczą jego kolejne przekłady na języki europejskie i łącznie 11 wydań obcojęzycznych w XIX w. – najwcześniejsze rosyjskie (1858) i francuskie (1859) zamieszczone przez czasopismo "L'Espérance", następnie tłumaczenie niemieckie (1880), czeskie (1883), serbsko-chorwackie (1883), hiszpańskie (1885) oraz duńskie (dwa różne wydania w 1886)

## Zarys fabuły

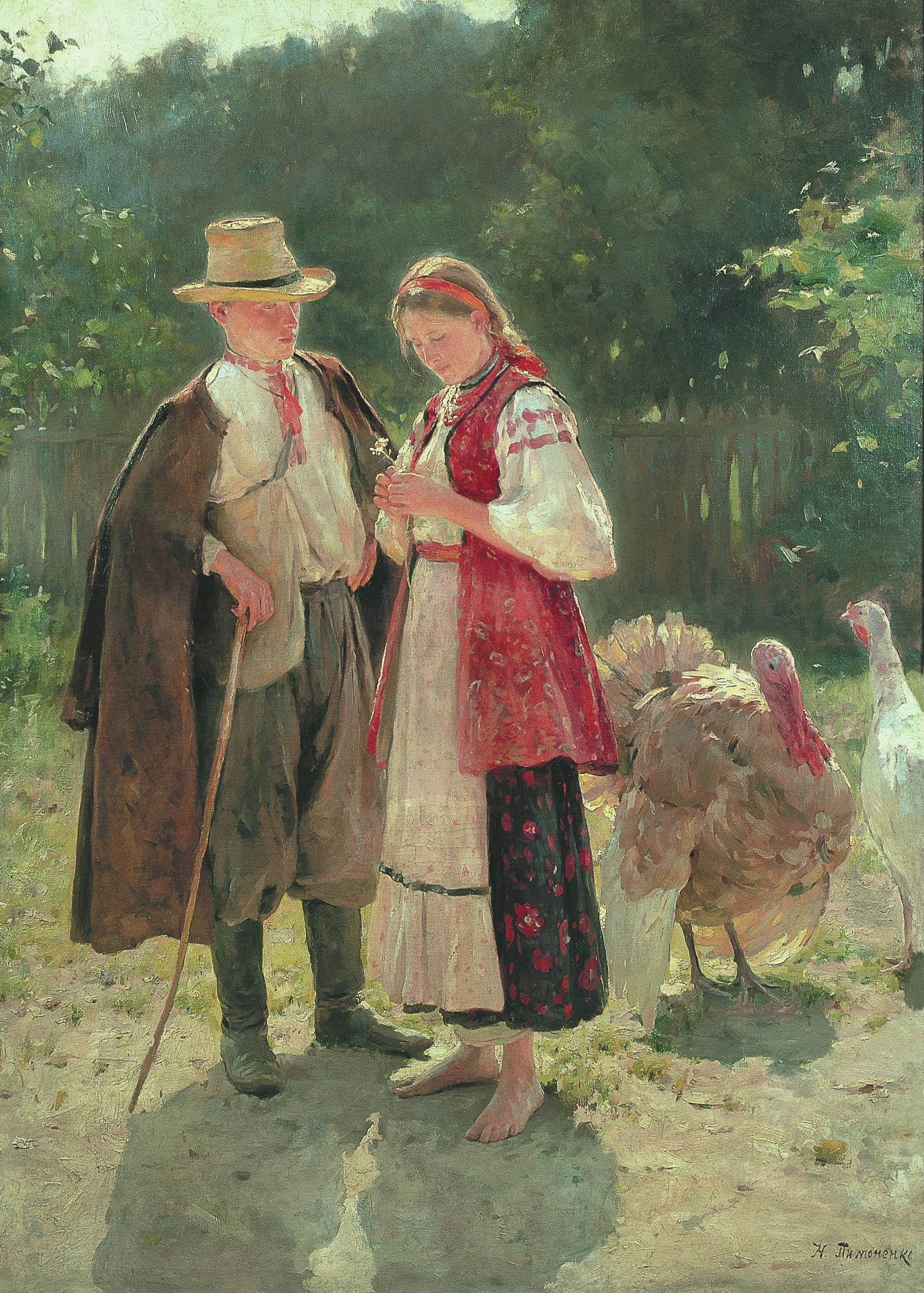
– Czegóż uciekasz? – rzekł powolnie udając obojętną spokojność. – Przynajmniej tu nie boisz się nikogo. – Was, panie – odpowiedziała prędko.

Młody, przedwcześnie osierocony dziedzic, Tadeusz Mrozoczyński, rozczarowany uczuciowo i intelektualnie, zrażony też do wielkomiejskiego życia po okresie nauk spędzonych w gronie „postępowej” młodzieży, szuka ukojenia w spokojnej i samotniczej egzystencji w zapadłej poleskiej wiosce należącej do jego rodziców. Spokój ten narusza spotkanie młodej chłopki Ulany, żony miejscowego garncarza, w której odkrywa „zaniedbany, piękny kwiat wśród chwastów”. Urzeczony nią od początku młodzieniec zaczyna szukać okazji do przypadkowych spotkań i rozmów. Ogarnięty rosnącym uczuciem staje się coraz natarczywszy, co ostatecznie doprowadza do stworzenia miłosnego związku z Ulaną, w której również budzi się nieopanowana miłość do „pana”, choć świadoma jest jej gorzkich konsekwencji. 
Idylla obojga trwa przez pewien czas mimo nieprzychylnego stosunku wioski i tłumionego gniewu zdradzanego męża, którego Tadeusz pod różnymi pozorami często ze wsi oddala. Z konieczności pokorny, lecz mściwy Okseń Honczar w końcu podpala obejście dworu Mrozoczyńskiego. Ten fakt wraz z samobójczą śmiercią Honczara wpływa trzeźwiąco na młodego dziedzica, wpędzając go ponadto w dłuższą chorobę, która odmienia go także psychicznie. Drugim znaczącym faktem jest przygodne spotkanie dawnego szkolnego kolegi, który usilnie namawia Tadeusza na czasowy wyjazd do miasta, mający oderwać go od fatalnej miłości. Gdy Mrozoczyński wyjeżdża, Ulana wiernie oczekuje jego powrotu, wciąż obiecując sobie odnowienie poprzednio łączących ich uczuć. Po wielu miesiącach jej ukochany wprawdzie powraca, lecz w towarzystwie ładnej żony i jej miejskiego towarzystwa. Nie mogąc pogodzić się z cynicznym odtrąceniem i zdradą – Ulana popełnia samobójstwo.

## Cechy powieści
Zaliczana w twórczości pisarza do grupy ośmiu tzw. powieści ludowych, Ulana zwraca uwagę przede wszystkim doskonałą znajomością tła wydarzeń, jaką są uwarunkowania ówczesnego chłopskiego życia z jego kresowym kolorytem. Wartość jej wykracza jednak znacznie ponad autentyczne odwzorowanie rzeczywistości, bo jak zauważył St. Burkot, „nie było przed Ulaną w naszej literaturze powieściowej utworu o takiej wadze problematyki psychologicznej, etycznej i społecznej”.

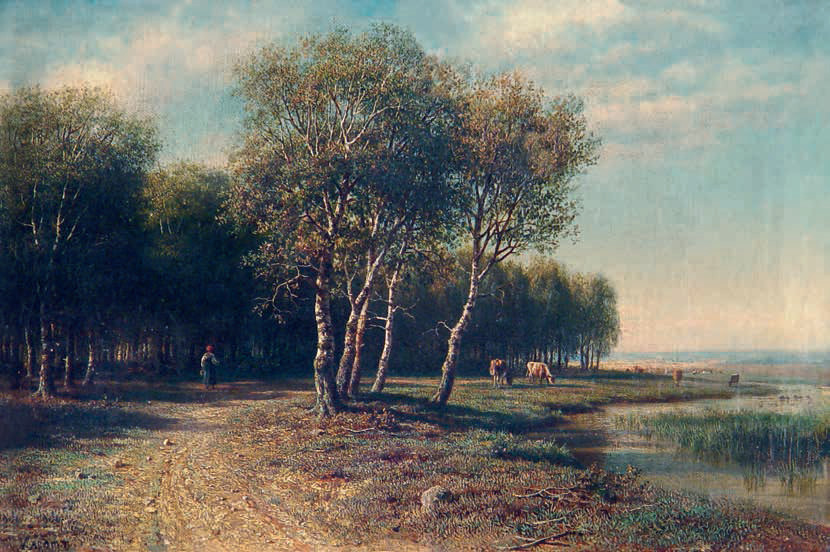
W tym widoku tak pospolitym, tak codziennym był jakiś urok tęsknoty, było życie, lecz życie, którego widok nie wystarcza cokolwiek szerszemu sercu, może że zbyt ciche, że zbyt bez celu…

Pisarz oparł fabułę na prawdziwym zdarzeniu zasłyszanym podczas jednej z podróży. W jego ujęciu Ulana to opowieść o nieszczęśliwej, choć spełnionej miłości, która dzięki analizie uczuć bohaterów nabiera cech powieści psychologicznej. W polskiej literaturze jest jedną z pierwszych powieści o kobiecie, która broniąc prawa do własnych uczuć, nie waha się przed zerwaniem tradycyjnych więzów rodzinnych i obyczajowych. Mimo życiowej klęski, bohaterka nie jest przez autora potępiona. Sprawi to, że chłopka Ulana stanie się jedną z najgłośniejszych postaci kobiecych w naszych romansach miłosnych XIX wieku. 
Uwagę zwraca również subtelność tego romansu, odbiegającego od popularnego schematu prostackiego uwiedzenia i porzucenia przez panicza, z towarzyszącym temu klasycznym moralizatorstwem. Główny bohater nie jest bowiem szablonowym potworem, choć krzywdzi zależną od siebie chłopkę, uwodząc ją i następnie niszcząc jej życie. Ta zaś ostatecznie sama wybiera świadomie swój los, choć początkowo dręczona wahaniami, skrytymi pragnieniami i jawnie opierająca się uczuciu – też potraktowanemu u obojga bohaterów w zróżnicowany sposób. Podczas gdy miłość wieśniaczki ma charakter naturalny i gwałtowny, miłość dziedzica zdaje się bardziej wmówiona i wyuczona. M.in. te etyczne uwarunkowania uczuć sprawiają, że utwór Kraszewskiego trudno zakwalifikować do typowych „powieści z tezą”. Przy tym jednak, będąc obyczajową powieścią romantyczną, Ulana niezaprzeczalnie jest również charakterystyczną dla tamtej epoki powieścią społeczną o „krzywdzie chłopskiej”. 
Dodatkowy walor stanowią specyficzne zabiegi narratorskie pisarza.. Przy zwyczajowym wtedy stosowaniu komentarzy narratora odautorskiego, opowieść urozmaica nie tylko wprowadzenie stylizacji gwarowej. Jak zauważono, zmienność i giętkość techniki narracyjnej Kraszewskiego przejawia się tu głównie w zastosowaniu formuły tzw. opowiadania z perspektywy postaci. Nie poprzestając na tym, autor przekształca jej formę gramatyczną poprzez wykorzystanie zmiany czasów (przeszłego na teraźniejszy). Dzięki tym nowatorskim poszukiwaniom w zakresie narracji Ulana zyskuje też inny wymiar w XIX-wiecznej literaturze rodzimej.

## Późniejsze wydania
Mimo wielu istotnych różnic wprowadzonych przez autora do drugiego wydania z 1855 r., nie uwzględniono ich już w późniejszych wydaniach opartych na autoryzowanej edycji z 1874 roku. Ulana łącznie doczekała blisko 30 wydań, choć po XIX-wiecznym sukcesie przejściowo uległa zapomnieniu. Najwięcej edytowana była w okresie powojennym, gdy nie tylko weszła do kanonu obowiązkowych lektur szkolnych w latach 50. XX wieku, lecz także ogólnie propagowana była w systemie edukacyjnym PRL jako krytyczna względem obyczajowości dawnej Polski szlacheckiej, a zarazem pełna innych wartości wychowawczych oraz literackich. Dzięki temu publikowana była wielokrotnie przez różne wydawnictwa, przede wszystkim Ludową Spółdzielnię Wydawniczą i Ossolineum, ale także m.in. Czytelnik, Wydawnictwo Literackie, PIW, KiW.